# Euclasa
La euclasa es un mineral de la clase de los nesosilicatos. Fue descubierta en 1792 en el Óblast de Oremburgo al sur de los montes Urales (Rusia), siendo nombrada así del griego fácil fractura, debido a esta propiedad característica. Un sinónimo poco usado es euclasita.

## Características químicas
Es un silicato hidroxilado de aluminio y berilio, que cristaliza en el sistema monoclínico en cristales prismáticos.
Además de los elementos de su fórmula, suele llevar como impurezas: cinc, flúor, calcio, magnesio, hierro y sodio.

## Formación y yacimientos
Aparece como producto de la descomposición del berilo en roca tipo pegmatita, y en vetas alpinas de baja temperatura. También el pegmatitas de alteración hidrotermal, así como en rocas aluviales. Se le puede encontrar en muchas localizaciones, destacando los finos cristales de Rusia y los grandes cristales de Chivor (Colombia), abundante en Ouro Preto, Minas Gerais (Brasil).
Suele encontrarse asociado a otros minerales como: feldespato, cuarzo, topacio, berilo, mica, calcita, ankerita o clorita.

## Usos
Es tallada para usarla como gema. Es una gema sin defectos aunque es muy raro ejemplares de más de 1 gramo; por lo general es incoloro, azul-zafiro o azul-verde, los más apreciados son las piedras azules brillantes, como el zafiro.